# Vladimir Podrezov
Pas d'image ? Cliquez ici

a Compétitions nationales et continentales officielles uniquement.

b Matchs officiels uniquement.
Dernière mise à jour le 05/08/2021.
Vladimir Podrezov (en russe : Владимир Подрезов), né le 27 janvier 1994, est un joueur russe de rugby à XV qui évolue au poste de pilier. 

## Biographie
Il découvre le rugby à l'âge de 13 ans à Kaliningrad, sur les conseils de son ami (et futur international russe) Andreï Lizogoub. Lors d'un tournoi de jeunes, il se fait repérer par l'équipe de Saint-Petersbourg et intègre leur effectif, avant de rejoindre les équipes jeunes du Slava Moscou. Il signe finalement son premier contrat professionnel avec le VVA Podmoskovie. En 2015, il découvre la sélection nationale lors d'une tournée en Namibie. 
En 2017-2018, il évolue momentanément avec le Ienisseï-STM, le temps de la Challenge Cup. À la suite de cela, il part tenter sa chance en Nouvelle-Zélande. Il s'entraînera avec les Tasman Makos, mais n'arrivera pas à intégrer le groupe professionnel. Il rentre alors en Russie et retrouve la VVA Podmoskovie. 
En 2019, il participe à la coupe du monde, et joue à 2 matchs. 
En avril 2021, il signe un contrat de courte durée pour la fin de saison avec les London Irish, en Premiership. Il se blesse pendant la durée de son contrat et ne peut ainsi porter les couleurs de son club en compétition officielle.
S'il est un temps annoncé avoir signé un contrat avec le Lokomotiv Penza, il retourne finalement au VVA Podmoskovie en vertu d'accords préexistants avec le club. Il peut finalement rejoindre le Lokomotiv à l'intersaison suivante.

## Palmarès
- Coupe des Nations de Hong Kong 2016 (en)
- Coupe des Nations de Hong Kong 2017 (en)

## Statistiques

### En sélection
| Année | Compétition                               | Matchs | Points | Essais | Transf. | Drops | Pénal. |
| ----- | ----------------------------------------- | ------ | ------ | ------ | ------- | ----- | ------ |
| 2015  | Test                                      | 2      | -      | -      | -       | -     | -      |
| 2015  | Coupe des Nations de Hong Kong 2015 (en)  | 3      | -      | -      | -       | -     | -      |
| 2016  | CEN D1 2014-2016                          | 1      | -      | -      | -       | -     | -      |
| 2016  | Test                                      | 2      | -      | -      | -       | -     | -      |
| 2016  | Coupe des Nations de Hong Kong 2016 (en)  | 1      | -      | -      | -       | -     | -      |
| 2017  | REC 2017                                  | 3      | -      | -      | -       | -     | -      |
| 2017  | Coupe des nations de rugby à XV 2017 (en) | 2      | 5      | 1      | -       | -     | -      |
| 2017  | Coupe des Nations de Hong Kong 2017 (en)  | 2      | -      | -      | -       | -     | -      |
| 2018  | Test                                      | 2      | -      | -      | -       | -     | -      |
| 2019  | REC 2019                                  | 4      | -      | -      | -       | -     | -      |
| 2019  | Coupe des Nations 2019                    | 2      | -      | -      | -       | -     | -      |
| 2019  | Test                                      | 1      | -      | -      | -       | -     | -      |
| 2019  | Coupe du monde de rugby à XV 2019         | 2      | -      | -      | -       | -     | -      |
| 2020  | REC 2020                                  | 4      | -      | -      | -       | -     | -      |
| 2021  | REC 2020                                  | 1      | -      | -      | -       | -     | -      |
| 2021  | REC 2021                                  | 3      | -      | -      | -       | -     | -      |
| Total | Total                                     | 35     | 5      | 1      | -       | -     | -      |

| Essai | Adversaire | Lieu                      | Compétition            | Date         | Résultat | Score |
| ----- | ---------- | ------------------------- | ---------------------- | ------------ | -------- | ----- |
| 1     | Namibie    | Stade Charrúa, Montevideo | Coupe des Nations 2017 | 18 juin 2017 | Victoire | 31-10 |